# Mokelumne River AVA
Mokelumne River AVA ist ein seit dem 17. Juli 2006 anerkanntes Weinbaugebiet im US-Bundesstaat Kalifornien. Das Gebiet erstreckt sich auf das Verwaltungsgebiet von San Joaquin County. Die geschützte Herkunftsbezeichnung ist eine Subzone der übergeordneten Lodi AVA und liegt im Südwesten dieser Region. Die Stadt Lodi sowie die Gemeinden Woodbridge und Acampo liegen in der definierten Zone des Weinbaugebiets. Benannt wurde die American Viticultural Area nach dem Mokelumne River, der in den Sierra Nevada Mountains entspringt und in den San Joaquin River mündet. Entwässert wird das Weinbaugebiet vom Mokelumne River und dessen Nebenfluss, dem Cosumnes River. Der Boden besteht aus sandigem und lehmigem Schwemmland. Ausreichender Niederschlag sowie die Fähigkeit des Bodens, die Feuchtigkeit zu speichern ermöglichen hier einen Weinbau ohne Bewässerung.